# Boltjerpolder
De Boltjerpolder is een voormalig waterschap in de provincie Groningen.
Het waterschap was gelegen ten oosten van Ten Boer in de driehoek tussen het Damsterdiep en het Eemskanaal. De noordoostgrens bestond uit het Lustigemaar dat van Woltersum naar Oosterdijkshorn loopt. De zuidwestgrens werd gevormd door de Oude Kwens, waarvan aan de overkant de Fledderbosscherpolder lag.
Na het graven van het Eemskanaal kwam een deel van de oorspronkelijke polder aan de zuidkant van het kanaal te liggen, terwijl 4½ ha van de Blokumerpolder aan de noordkant kwam. Dit deel werd in op 28 mei 1868 aan het waterschap toegevoegd. De polder had een stoomgemaal, dat via een korte watergang (± 200 m) uitsloeg op het Damsterdiep. 
Waterstaatkundig gezien ligt het gebied sinds 2000 binnen dat van het waterschap Noorderzijlvest.